# اوست-موسیخا
اوست-موسیخا (به لاتین: Ust-Mosikha) یک منطقهٔ مسکونی در روسیه است که در سرزمین آلتای واقع شده‌است.